# Lista de episódios de Hellsing

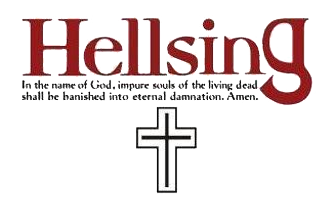
Logo da série Hellsing

Os episódios da série de anime Hellsing estrearam na Fuji Television em 10 de outubro de 2001 e duraram treze episódios até sua conclusão em 16 de janeiro de 2002. Produzido por Gonzo, dirigido por Umanosuke Iida e escrito por Chiaki J. Konaka, os episódios são baseados nos personagens e cenários da série de mangá Hellsing de Kouta Hirano, mas conduzem por uma história diferente. Os episódios como um todo detalham os trabalhos da Organização Hellsing, uma unidade secreta anti-paranormal sob o comando de Sir Integra Wingates Hellsing, e seus vários agentes, incluindo o vampiro Alucard e sua nova parceira, a ex-policial Seras Victoria.
A série é licenciada para lançamento em inglês na América do Norte pela Geneon Entertainment, no Reino Unido pela ADV Films (embora não seja mais licenciada desde o fechamento da empresa) e na Austrália pela Madman Entertainment. A dublagem em inglês de Geneon da série foi ao ar nos Estados Unidos no canal Encore Action da Starz! de 4 de outubro a 27 de dezembro de 2003.
Satelight e Geneon Entertainment começaram a produção de uma série de Original Video Animation (OVA) em 2006. Intitulado simplesmente como Hellsing no Japão e Hellsing Ultimate internacionalmente, os episódios OVA seguem mais de perto o mangá original e diferem da primeira série com a divergência da primeira com base nos episódios 5 e 6 do último, já que o mangá original não foi concluído por a época em que Gonzo produziu a série de TV. Além disso, a série Ultimate inclui The Major e seus oficiais do Millennium como os principais antagonistas. O primeiro episódio de cinquenta minutos foi lançado no DVD da Região 2 no Japão em 10 de fevereiro de 2006, com oito episódios lançados e mais dois anunciados em agosto de 2011. É licenciado para lançamento nos Estados Unidos pela Geneon USA, com o primeiro episódio lançado em 5 de dezembro de 2006. A Geneon USA interrompeu a autodistribuição de seus títulos em 2007, mas continua licenciando a série com a Funimation Entertainment assumindo a distribuição dos episódios na América do Norte. A Funimation lançou o quarto episódio e relançou os três primeiros episódios em 23 de setembro de 2008.   Em 2010, a Funimation Entertainment anunciou que licenciou três dos novos episódios OVA 5-7 e a série de TV original e em 2011 licenciou os episódios 1-4 e 8 e estes serão lançados nos EUA a partir em 2012. Em 2014, Hellsing Ultimate foi ao ar na televisão dos Estados Unidos através do bloco de programação Toonami do Adult Swim, começando em Inicialmente, houve dificuldades em garantir os direitos de transmissão dos dois episódios finais, levando o programa a ser retirado inicialmente após o episódio 8, mas os direitos foram finalmente liberados a tempo de exibir os episódios 9 e 10 um mês depois em dezembro.
Duas peças de música tema são usadas para a primeira série de anime Hellsing. "Logos Naki World" (que significa "Mundo sem racionalidade") de Yasushi Ishii é usado como tema de abertura, enquanto "Shine" de Mr. Big é usado como tema de encerramento. Para os episódios OVA, o final de cada episódio apresenta várias peças instrumentais compostas por Hayato Matsuo e executadas pela Orquestra Filarmônica de Varsóvia até o OVA Volume V. OVA VI e VII apresentam temas vocais finais executados pelo grupo de rock japonês Suilen, incluindo a música "Magnolia" para OVA VI e "Shinto-Shite" para OVA VII.

## Lista de Episódios

### Hellsing(2001–02)
| Ep# | Título                | Data de exibição original |
| 1 | "The Udead"           | 10 de outubro de 2001     |
| --- | --------------------- | ------------------------- |
| Integra Hellsing assumiu o comando de uma pequena unidade Hellsing em Cheddar depois de ouvir relatos de pessoas desaparecidas na vila. Depois que as equipes do D11 foram mobilizadas para investigar várias mortes, Alucard é mobilizado. Seras Victoria, uma operadora D11, está lutando contra seus ex-colegas D11 que se transformaram em ghouls. Alucard elimina os ghouls e seu mestre, um sacerdote vampírico. Mas Seras é gravemente ferida no tiroteio, e Alucard a transforma em vampira para salvar sua vida.                                                                                                |                       |                           |
| 2 | "Club M"              | 17 de outubro de 2001     |
| Seras Victoria luta para perceber que sua vida anterior como oficial D-11 acabou e que ela agora é uma vampira. No entanto, seus pensamentos são interrompidos quando ela, Alucard e uma unidade de comandos de Hellsing são enviados para rastrear e matar dois adolescentes vampiros que assassinam famílias. Seras tem uma crise de consciência quando recebe a ordem de matar um dos dois adolescentes culpados. |                       |                           |
| 3 | "Sword Dancer"        | 24 de outubro de 2001     |
| A inteligência da Hellsing relatou que um misterioso chip de computador implantado em um ser humano permite que eles sejam artificialmente transformados em vampiros. Um universitário estrangeiro, já falecido, volta com vida após a retirada do chip. Depois que policiais armados foram mortos no necrotério, Seras vai junto com um esquadrão paramilitar de Hellsing para eliminá-lo. Um padre do Vaticano chamado Alexander Anderson aparece em cena e mata toda a unidade e incapacita Seras antes que Alucard venha salvar sua vida.                                                                            |                       |                           |
| 4 | "Innocent as a Human" | 31 de outubro de 2001     |
| Um filme snuff apresentando um homem sendo morto na tela por um vampiro também tem um soldado Hellsing ao fundo, o que força Integra a enviar Hellsing e Seras para investigar o filme e descobrir quem é o responsável por transmitir o filme e terminar a transmissão antes que a curiosidade generalizada possa ser incitada em relação à Organização Hellsing. |                       |                           |
| 5 | "Brotherhood"         | 7 de novembro de 2001     |
| Seras e uma equipe de comandos de Hellsing invadem um distrito de armazéns após o surgimento de relatos de um suposto culto, com um vampiro morto e uma armadilha de bomba destinada a reduzir sua mão de obra. Integra participa de uma reunião secreta com uma organização governamental secreta conhecida como Távola Redonda, quando dois irmãos vampiros chamados Luke e Jan Valentine lançam um ataque surpresa à mansão Hellsing com um grande exército ghoul armado com armas e escudos. Enquanto eles dominam a mansão, os soldados de Hellsing com Alucard, Seras e Walter lutam contra as hordas de vampiros. |                       |                           |
| 6 | "Dead Zone"           | 14 de novembro de 2001    |
| Alucard, Seras e Walter continuam a lutar contra os irmãos Valentine, apesar de os comandos Hellsing falecidos se tornarem carniçais para aumentar suas fileiras. Luke luta com Alucard com o último derrotando-o. Enquanto Seras e Walter continuam a eliminar os outros soldados ghoul, Jan enfrenta Integra e a Mesa Redonda, mas decide cometer suicídio depois que Integra atira nele com balas cheias de mercúrio. |                       |                           |
| 7 | "Duel"                | 21 de novembro de 2001    |
| Integra comparece ao funeral de seus subordinados mortos do comando Hellsing depois de ser forçada a sacrificar os moribundos ghouls do comando Hellsing. Enquanto ela e Walter tentam descobrir como aumentar sua mão de obra, Enrico Maxwell convida Integra para conhecê-lo em um museu. Enquanto isso, Seras Victoria e um esquadrão Hellsing liderado por Mason Fox se envolvem em uma batalha contra um vampiro depois que ele transforma os civis no London Underground em ghouls para detê-los. Alexander aparece novamente e mata o vampiro e vários soldados Hellsing, quando Alucard intervém.                |                       |                           |
| 8 | "Kill House"          | 28 de novembro de 2001    |
| Uma fábrica de Hong Kong que produzia os chips conhecidos como chips FREAK foi destruída depois que oficiais da polícia federal de Hong Kong a invadiram. Integra e Walter foram forçados a treinar novos recrutas de pessoal das forças especiais não britânicas, em vez de ir para unidades especiais britânicas como o SAS e o D-11, a fim de manter a mão de obra das forças de segurança de Hellsing devido aos problemas do FREAK. salgadinhos. Seras e um agente secreto do MI-5 investigam por conta própria, sobre o aumento de casos envolvendo vampiros FREAK.                                                |                       |                           |
| 9 | "Red Rose Vertigo"    | 5 de dezembro de 2001     |
| Enquanto vários esquadrões de Hellsing estavam invadindo um castelo, o 22º Regimento do SAS chega em seu equipamento de Counter Revolutionary Warfare (CRW) e ordena que eles se retirem. Logo depois, Seras não pôde deixar de abalar a sensação de que algo estava errado com a chegada repentina do SAS. A irmã de Integra, Laura, havia chegado, mas Seras e Alucard descobrem que algo estava errado quando descobrem que Laura era uma Baobhan sith e estava tentando assassinar Integra. Enquanto isso, os esquadrões do SAS no castelo foram convertidos em monstros por um grupo desconhecido.                  |                       |                           |
| 10 | "Master of Monster"   | 12 de dezembro de 2001    |
| Durante uma operação de emergência para salvar Integra depois que ela se esfaqueou para evitar ser transformada em vampira, ela se lembra de como conheceu Alucard e o que aconteceu entre os dois antes de assumir o comando da Organização Hellsing. |                       |                           |
| 11 | "Transcend Force"     | 19 de dezembro de 2001    |
| Quando Integra ouve sobre a visita secreta da Rainha ao QG de Hellsing e a reunião da Mesa Redonda, ela secretamente deu a ordem para que os comandos de Hellsing fossem implantados na Torre de Londres para dar a seus inimigos uma pista falsa. seguir. |                       |                           |
| 12 | "Total Destruction"   | 9 de janeiro de 2002      |
| Integra descobre que os comandos Hellsing na Torre de Londres estavam sendo atacados por assassinos vestindo uniformes CRW do 22º Regimento do SAS. Apesar das probabilidades, alguns dos comandos sobreviventes de Hellsing, Alucard e Seras se unem para lutar contra eles, revelando terem se transformado em um tipo diferente de vampiro FREAK. Toda a Organização Hellsing foi declarada terrorista armada com o Exército Britânico chegando para reprimir os soldados Hellsing e acabar com os FREAKs na Torre de Londres.                                                                                        |                       |                           |
| 13 | "Hellfire"            | 16 de janeiro de 2002     |
| Alucard, na Torre de Londres, enfrenta um morto-vivo chamado Incógnito. Integra e Walter tentam ir para lá, mas estão enfrentando problemas com o Exército Britânico. Apesar de ser dominado por Incognito, Alucard consegue derrotá-lo. |                       |                           |

### Hellsing Ultimate(2006–14)
| Ep# | Título          | Duração | Data de exibição original |
| 1 | "Hellsing I"    | 51 min  | 10 de fevereiro de 2006   |
| --- | --------------- | ------- | ------------------------- |
| Dez anos atrás, a jovem Integra Hellsing ascendeu à liderança da Organização Hellsing após a morte de seu pai Arthur. Seu tio ciumento Richard Hellsing tenta matá-la, mas ao fazer isso desperta Alucard adormecido, que começa a matar os homens de Richard. É Integra quem atira e mata seu tio, tornando-se assim o último descendente da linhagem Hellsing. Alucard declara sua lealdade a Integra e se torna seu servo leal. Na Inglaterra atual, Alucard é chamado ao dever de erradicar um padre vampiro e seus ghouls. No entanto, uma jovem e fascinante policial respondendo ao distúrbio chamada Seras Victoria é gravemente ferida no processo e, ao dar a ela a escolha de viver ou morrer, Alucard a transforma em sua vampira. servo. Mais tarde, em uma missão para caçar um vampiro na cidade de Badrick na Irlanda do Norte, Alucard conhece e luta contra o padre Alexander Anderson pela primeira vez. |                 |         |                           |
| 2 | "Hellsing II"   | 43 min  | 25 de agosto de 2006      |
| Alucard tem um sonho sobre sua derrota nas mãos de Abraham Van Helsing. Enquanto Sir Integra realiza uma mesa redonda para relatar suas descobertas sobre a atual onda de ataques de vampiros, os irmãos vampiros Jan e Luke Valentine lançam um ataque furtivo secreto no complexo de Hellsing com o ajuda de um exército ghoul equipado com equipamento militar e armas pequenas. Quase todos os soldados de Hellsing são mortos no processo e transformados em carniçais antes de Alucard, Seras e Walter C. Dornez (que mostra por que ele já foi conhecido como o "Anjo da Morte") são capazes de virar a maré. Jan revela o nome do grupo responsável pelo ataque como Millennium. Integra dá a entender a Walter que oficiais nazistas sobreviventes podem ter sido os responsáveis pelo ataque. |                 |         |                           |
| 3 | "Hellsing III"  | 47 min  | 4 de abril de 2007        |
| Em uma tentativa de aumentar a força de trabalho após o ataque devastador ao quartel-general de Hellsing, Walter recruta o grupo de mercenários conhecido como Wild Geese e os integra às forças de segurança de Hellsing. Integra recebe informações de Enrico Maxwell, o líder fanático de Iscariotes, que confirma suas suspeitas sobre as origens do Millennium. Ela logo envia Alucard, Seras e Pip Bernadotte, líder dos Wild Geese, para Rio de Janeiro, Brasil para encontrar o paradeiro do Milênio. Alucard e Seras são posteriormente atacados por unidades do BOPE da Polícia Militar brasileira após serem declarados publicamente como terroristas internacionais, um estratagema perpetrado por oficiais brasileiros em em troca da imortalidade prometida pelo Millennium. Após receber ordens de Sir Integra, Alucard massacra os oficiais do BOPE e enfrenta o oficial do Millennium Tubalcain Alhambra. |                 |         |                           |
| 4 | "Hellsing IV"   | 56 min  | 22 de fevereiro de 2008   |
| Enquanto Hellsing e Iscariot se encontram com a Rainha do Reino Unido, sua conferência é interrompida por uma mensagem do Major (via transmissão de vídeo ao vivo trazida pelo onipresente Schrödinger) citando sua intenção para declarar guerra à Inglaterra, antes que Alucard atire em Schrödinger. Enquanto isso, um VTOL porta-aviões chamado Eagle é sequestrado pelo primeiro-tenente Rip Van Winkle e um pequeno esquadrão de soldados SS de Millennium, Integra envia Alucard a bordo de um SR-71 para cuidar dos perpetradores e de Rip Van Winkle, no qual ele mata impiedosamente todos eles e transforma Rip Van Winkle em um de seus muitos familiares enquanto o major começa a se mover a Londres para levar a Inglaterra a outra guerra. |                 |         |                           |
| 5 | "Hellsing V"    | 44 min  | 21 de novembro de 2008    |
| Enquanto Alucard permanece preso na ''Eagle'', Millennium começa a atacar Londres. Zorin Blitz é instruído a seguir em direção ao QG de Hellsing com um pequeno grupo de soldados, enquanto o resto dos vampiros ataca Londres. Eles matam milhares de civis e tentam capturar Integra. Ela consegue escapar dos soldados vampiros da SS somente depois que Walter se sacrifica para detê-los; no entanto, o próprio Walter é capturado pelo capitão. Quando os soldados vampiros conseguem encurralá-la, ela é salva e posteriormente capturada por um grande grupo de sacerdotes Iscariotes empunhando pistolas, liderados por Alexander Anderson, Heinkel Wolfe e Yumie Takagi. Após os créditos, Alucard usa seus poderes para conduzir o Eagle em direção a Londres. |                 |         |                           |
| 6 | "Hellsing VI"   | 42 min  | 24 de julho de 2009       |
| Quando a batalha começa, de volta ao Vaticano Enrico Maxwell, o chefe da Seção XIII Iscariotes recebe uma grande promoção e com ela começa a mobilizar os lutadores do Vaticano. Enquanto isso, no coração de Londres, enquanto Integra está ocupada convencendo os membros Iscariotes a escoltá-la para casa, a Mansão Hellsing está sob o cerco de Zorin Blitz e suas forças. A única linha de defesa contra este ataque é o Capitão Bernadotte, seus Gansos Selvagens e Seras. À medida que a batalha avança, eles devem lidar com as resistentes forças nazistas de vampiros, bem como com o misterioso poder de ilusão de Zorin que quase destrói os Gansos por dentro. O pensamento rápido de Seras os liberta das garras de Zorin, mas a batalha ainda não acabou. Depois de uma tentativa de beijo roubado, o grupo se separa, Seras em uma direção e os Gansos em outra, mas não sem antes prometerem uns aos outros que sairão vivos dessa. OVA 6 apresenta um CD de Crossfire. |                 |         |                           |
| 7 | "Hellsing VII"  | 45 min  | 23 de dezembro de 2009    |
| Enquanto Seras supera com sucesso os soldados de Zorin, Bernadotte e suas forças estão sendo massacradas. Seras vem em seu socorro e destrói a maioria das forças de Zorin. Zorin então mergulha profundamente nas memórias de Seras, forçando-a a reviver sua infância dolorosa, pois ela teve que assistir seus pais serem assassinados por gangsters e o cadáver de sua mãe sendo estuprado depois que Seras foi baleada por um dos ladrões. Enquanto Seras está presa na ilusão, Zorin arranca seu braço, apunhala-a pelas costas e corta seus olhos. Bernadotte tenta escapar com Seras gravemente ferido, mas Zorin o esfaqueia pelas costas. Ele beija Seras em sua agonia, então diz a ela para mordê-lo. Em prantos, ela o faz, curando a maioria de suas feridas, exceto o braço esquerdo, que vomita matéria sombria. Seras destrói todas as forças de Zorin, então ataca e mata Zorin. Seras então deixa a mansão e parte para destruir os vampiros e ghouls restantes na cidade, enquanto as forças do Vaticano aparecem no horizonte. |                 |         |                           |
| 8 | "Hellsing VIII" | 49 min  | 27 de julho de 2011       |
| As forças do Vaticano lideradas por Enrico Maxwell começam a atacar as forças remanescentes do Milênio junto com os cidadãos sobreviventes de Londres. Walter, agora um vampiro, une forças com o Major. Alexander Anderson está furioso porque acredita que Maxwell ficou bêbado de poder e está abusando do poder de Deus. Os sacerdotes armados liderados por Heinkel Wolfe e Yumie Takagi chegam perto de capturar Integra, mas Seras a salva. Alucard, está no topo do Eagle enquanto ele flutua no Tâmisa, agora retorna a Londres e se junta à batalha encontrando os outros dois trunfos Anderson e The Captain. Integra libera sua restrição de arte de controle para o nível zero, permitindo que Alucard convoque milhões de familiares para a batalha. Enrico Maxwell e Anderson percebem que Alucard é na verdade Conde Drácula/Vlad, o Empalador, o primeiro vampiro. As forças de Alucard dominam facilmente todas as forças Iscariotes e do Milênio e Maxwell é morto logo depois. Alucard se encontra com Integra e Seras. Anderson e Alucard lutam entre si, mas Alucard tem a vantagem e os sacerdotes restantes vêm para ajudar Anderson contra Alucard. Anderson usa o um dos Pregos da cruz para se tornar um monstro contra Alucard, incendiando ele e seus familiares. |                 |         |                           |
| 9 | "Hellsing IX"   | 48 min  | 15 de fevereiro de 2012   |
| Alucard moribundo prevê seu passado como Vlad, o Empalador, lembrando como foi estuprado quando criança pelo sultão otomano. Ele então se imagina durante sua guerra contra os turcos, afirmando a seus cavaleiros que orar a Deus é inútil a menos que você esteja disposto a trabalhar por sua oração, caso contrário, é apenas implorar. Ele é mostrado eventualmente sendo levado para a execução, mas antes de ser decapitado, ele bebe o sangue do campo de batalha e se torna um vampiro. Ele é então acordado pela súplica de Seras, que está tentando em vão ajudá-lo contra o padre Anderson do Vaticano. Alucard consegue arrancar o coração de Anderson e esmagá-lo, removendo o prego de Helena. O padre ouve o riso das crianças e diz um "amém" final antes de morrer. De repente, Walter aparece, esmagando os restos mortais de Anderson. Chocados com o recém-vampirizado Walter, Integra e Seras o questionam. Walter mata Yumie e responde que agora está sozinho como o Anjo da Morte. Heinkel é baleado pelo capitão e gravemente ferido, mas é poupado. Alucard e Walter se preparam para lutar, enquanto Integra e Seras são convidados a bordo do zepelim do Major para enfrentá-lo. Conforme a luta continua, Walter está ficando instável com o procedimento de vampirização, mas Walter perfura o coração de Alucard com um cano, apenas para que o corpo seja revelado como uma isca. Alucard então aparece por trás e dá um soco em Walter, o dano forçando a idade de seu corpo a regredir para o menino de 60 anos atrás. Alucard se revela plenamente na forma da garota que assumiu durante a guerra, chamando Walter de criança que não mudou em 60 anos. |                 |         |                           |
| 10 | "Hellsing X"    | 68 min  | 26 de dezembro de 2012    |
| Integra e Seras embarcam no zepelin enquanto Schrödinger os cumprimenta antes de ser baleado mais uma vez enquanto as duas mulheres lutam contra os remanescentes do Millennium até que o capitão as intercepte, com Seras ficando para lutar enquanto Integra segue em frente. Lá fora, Alucard começa a absorver os rios de sangue dos mortos, embora o Major tenha planejado neste momento para derrotá-lo. Em outro lugar, Seras luta contra o capitão, que acaba por ser um lobisomem. Seras parece superada pelo capitão, mas acaba sendo ajudada por sua familiar Bernadotte, que usa um dente de prata para matar o lobisomem. Integra alcança o Major, mas um escudo impede seu ataque, o que deixa os dois para testemunhar a derrota de Alucard. Schrödinger então decapita a si mesmo em cima do Big Ben relógio e permite que seu corpo seja absorvido enquanto o Major explica seu poder de onipresença: enquanto Schrödinger for autoconsciente, ele está vivo, mas que os milhões de vidas dentro dos rios de sangue que fluem para Alucard negam sua consciência/existência. Essa negação se espalha para Alucard, o que o obriga a desaparecer. Enquanto Seras se junta a Integra, do lado de fora Walter é atacado por Heinkel, embora o ferido Walter escape para o zepelim. Inside Seras é eventualmente capaz de perfurar o escudo e danificar o Major. É revelado que ele é na verdade um ciborgue, embora defenda sua humanidade enquanto desafia Integra. O tiroteio resultante mata o Major e cega Integra em seu olho esquerdo. Enquanto isso, Walter confronta e mata o Doutor antes de morrer. Reconhecendo sua morte, Integra ordena que Seras os traga para casa. Trinta anos depois, Iscariotes visita o novo quartel-general de Hellsing, mas é rejeitado, enquanto Heinkel como o novo trunfo e o novo chefe Makube contemplam a próxima Cruzada. Naquela noite, Alucard reaparece ao lado da cama da Integra mais velha. Ele explica a ela e a Seras que a razão pela qual ele se foi por tanto tempo foi que os milhões de vidas dentro dele estavam obscurecendo sua consciência. Ele matou todos, exceto um, dizendo "Eu voltei aqui. Mas também estou sempre em lugar nenhum ... A verdade é que estou em todos os lugares", aludindo que Schrodinger é a única alma que ele não matou. Integra oferece ao vampiro faminto um pouco de seu sangue, e todos aceitam seu retorno. |                 |         |                           |

### Hellsing: The Dawn
| Ep# | Título                         | Data de exibição original |
| 1 | "Hellsing: The Dawn Special 1" | 27 de julho de 2011       |
| --- | ------------------------------ | ------------------------- |
| Durante a Segunda Guerra Mundial, um Walter muito mais jovem é enviado por Hellsing para trás das linhas inimigas com um caixão gigante para eliminar uma nova ameaça dos nazistas.                      |                                |                           |
| 2 | "Hellsing: The Dawn Special 2" | 15 de fevereiro de 2012   |
| Walter interrompe o jantar do Major, que lhe faz uma proposta interessante. |                                |                           |
| 3 | "Hellsing: The Dawn Special 3" | 26 de dezembro de 2012    |
| Walter e o capitão continuam lutando, e é óbvio que o capitão está em vantagem. Quando as coisas parecem mais sombrias, porém, Alucard aparece de seu caixão empunhando uma Tommy Gun para salvar o dia. |                                |                           |